# Hare-um Scare-um
Hare-um Scare-um é um desenho animado da Merrie Melodies de 1939, dirigido por Ben Hardaway e Cal Dalton.

## Título
O título é um homônimo com uma antiga expressão sem sentido ("harum-scarum", que significa imprudente ou irresponsável) que não tem nada a ver com coelhos como tal. Esse foi o primeiro uso de um título de trocadilho baseado em lebre nos desenhos da Warner Bros. seria um dispositivo usado para nomear a grande maioria dos desenhos animados de Pernalonga nos próximos anos. 

## Enredo
Um homem (chamado John Sourpuss) lendo um jornal encontra um artigo afirmando que os preços da carne dispararam e que os consumidores estão magoados. Irritado, ele declara que vai caçar sua própria carne. Ele leva o cachorro com ele, revelando que está caçando coelhos. 
Na floresta, um coelho leva o cachorro a um tronco oco e o empurra colina abaixo, onde se esmaga em uma árvore. Enquanto isso, John vê vários coelhos pulando uma colina. Ele dispara sua arma várias vezes e corre para onde os coelhos estavam. Quando ele chega lá, ele encontra duas rodas giratórias com imagens de coelhos, dando a percepção de coelhos em movimento. 
Ele então vê o coelho dormindo. O caçador começa a derramar sal no coelho, que rapidamente se levanta e segura um palito de aipo sob a corrente de sal. O coelho então corre para uma caverna e o caçador corre atrás dele. Antes de chegar à caverna, um par de portas do elevador se fecha, onde o caçador entra. 
O coelho então se veste como uma cadela, seduzindo o cachorro do caçador. Quando o cachorro finalmente percebe que está com o coelho em vez de outro cachorro, ele retoma sua perseguição. O coelho então finge que é um policial, citando o cão por inúmeros crimes (velocidade, corrida no lado errado da rua, intoxicação por "dirigir" etc.). 
Depois de confundir o cachorro e fugir, o coelho começa a cantar uma música sobre como ele é louco. Quando ele termina sua música, ele se vira para encontrar o caçador com a arma apontada para ele. O coelho, tentando ganhar simpatia, implora por sua vida, explicando o quão pobre e doente está. John começa a chorar, sentindo pena do coelho. Apesar disso, o coelho assusta John com uma campainha de alegria. O caçador, em seguida, grita que ele pode chicotear o coelho e toda a sua família. De repente, um grande grupo de coelhos cercam John, procurando uma luta.